# Залекк
Залекк (нем. Saaleck) — деревня и крепость в Германии на юге земли Саксония-Анхальт.

## Деревня
Деревня является частю общины Бад-Кёзен (нем. Bad Kösen) района Бургенланд федеральной земли Саксония-Анхальт. Расположена на берегу реки Зале. Её Население в 2014 г. составило 214 человек. Впервые она была упомянута в 1147 году.
В Залекке жил немецкий архитектор Пауль Шульце-Наумбург, который построил здесь жилой дом и «Ландхаус Залекк» (нем. Landhaus Saaleck).
Залекк известен красивыми окрестностями; он окружён каменными склонами высотой 80 м. На одном из утёсов находится замок, основанный в 1050 году.

## Крепость

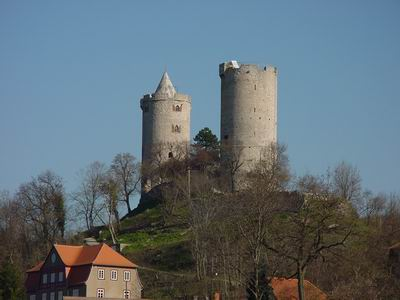
Крепость Залекк

Крепость Залекк находится на крутом живописном горном обрыве над рекой Зале, в 3,5 км от Бад-Кёзена и 10 км от Наумбурга. От её укреплений остались только две башни. В западной из них находятся средневековый туалет и камин. Крепость была окружена рвом и валом.
Археологические находки показывают, что крепость была основана примерно в 1050 г., и тем самым является одной из самых ранних на Зале. До неё были построены лишь две королевские крепости, обе начала X века: на Хаусберге возле Йены и в Дорнбурге.
Залекк впервые упомянута в письменных источниках в 1140 г. На протяжении пяти веков своего существования она несколько раз сменила владельцев. Из них знаменит Rudolf II, который в 1227 г. отправился со своим господином – тюрингским ландграфом Людвигом IV – в крестовый поход. Но Людвиг умер на юге Италии от лихорадки. Ему было 27 лет. Его жена Елизавета, дочь венгерского короля, которая жила в Тюрингии в знаменитой сейчас крепости Вартбург, умерла через  4 года и сразу была признана святой.
В 1344 г. владельцы крепости, обеднев, вынуждены были продать её наумбургскому епископу. Залекк находилась в его руках до Реформации (1517), в 1525 г. перешла к герцогу, а в 1585 г. была покинута. Известно описание крепости от 1589 года: «У замка во многих местах обвалилась крыша, жильё и покои испорчены, брусья и древесина в них прогнили, то же самое происходит из года в год со стенами… всё стоит довольно опасно… колодец прогнил, ведро свалилось в колодец». Вскоре крестьяне соседних деревень стали использовать её как каменоломню. От крепости до нас сохранились только две башни, толщина стен которых составляет 2 метра. Эти башни были у крепости построены не сразу, а лишь в конце XII века.
В XX веке Залекк стал местом криминальных событий. В ней скрывались двое убийц министра иностранных дел Ваймарской республики Вальтера Ратенау. Он известен тем, что подписал в 1922 г. Рапалло договор о сотрудничестве с большевистским СССР, находившимся тогда в политической изоляции. Это вызвало взрыв возмущения в националистических кругах Германии, и Ратенау был вскоре убит. Оба преступника были обнаружены спустя три недели в крепости Залекк, где они жили у одного пособника. При перестрелке с полицией 17 июня 1922 один из них был убит, а другой покончил жизнь самоубийством.
Невдалеке от Залекка находятся Земельная школа Пфорта и деревня Бад-Кёзен с её красивым средневековым каменным мостом. В нескольких сот метрах от Залекка находится также крепость Рудельсбург, построенная примерно 100 лет позже неё.